# Antonín Benjamin Svojsík
Antonín Benjamin Svojsík (5. září 1876 Praha – 17. září 1938 Praha-Podolí) byl český pedagog a zakladatel českého junáctví. Výrazným způsobem ovlivnil celý český skauting.

## Život
Původním jménem Antonín František Svojsík se narodil jako druhý ze čtyř synů. Jeho starší bratr, kněz Alois Svojsík (1875–1917), se proslavil rozsáhlou publikací Japonsko a jeho lid (1913), která byla zdaleka nejobsáhlejší knihou o Japonsku v češtině z dob Rakouska-Uherska.
Krátce po narození až do svých tří let bydlel s rodiči a sourozenci ve Dvoře Králové nad Labem, kde byl jeho otec Antonín Svojsík (13. 1. 1835 Holice – 1. 2. 1880 Dvůr Králové nad Labem), bývalý četnický strážmistr, soudním zřízencem. Po otcově smrti se matka Ludmila roz. Havlíková z Dobřichovic (1852–1911) přestěhovala do Prahy.
Od mládí byl pohybově nadaný a chtěl se stát učitelem tělocviku, což se mu splnilo. Rád zpíval a stal se členem Českého pěveckého kvarteta. Zde jako nejmladší člen získal přezdívku Benjamin. Kvarteto se vydalo v roce 1902 na cestu po světě a sklízelo velké úspěchy. Antonín Svojsík několikrát navštívil v dospělosti město svého dětství Dvůr Králové a zúčastnil se Junáckých dnů.

## Skauting
Díky svému staršímu bratru Aloisovi a Josefu Meilbeckovi se seznámil se skautingem v roce 1909 a o dva roky později se o prázdninách tehdy 35letý středoškolský profesor Svojsík z žižkovské reálky vydal do Anglie. Zde navštívil skautský tábor a seznámil se s novými metodami výchovy mládeže. Vrátil se nadšený a začal překládat knihu Scouting for boys od R. B. Powella. Ale uvědomoval si, že není možné přesně přenést anglický skauting do českých poměrů. Knihu nakonec samostatně nevydal.
Po prázdninách 1911 sestavil pokusnou skautskou družinu z žáků žižkovské reálky. Radil se s významnými odborníky a získal pro spolupráci další známé osobnosti, např. profesory Čádu, Drtinu, Masaryka, Kramáře apod. V roce 1912 vydal knihu Základy junáctví, do které přispěla řada dalších spisovatelů a středoškolských profesorů – M. Aleš (nakreslil obálku), A. Jirásek, K. V. Rais, dr. J. Guth-Jarkovský a další. Skauting také začal intenzivně propagovat přednáškami napříč Českem.
Reakce veřejnosti byla rozporuplná. Např. Humoristické listy označily skauty jako moderní cikány, jiní zachovávali zdrženlivý postoj.
V roce 1912 o prázdninách vedl první skautský tábor nedaleko hradu Lipnice. Tábor měl 13 účastníků, jeho průběh Svojsík vylíčil v brožurce Den v táboře Junáků. Známý je také Skautský deník Jiřího Wolkera, kde básník popisuje své zážitky z tábora na stejném místě z roku 1916.
Svojsík se nejprve pokusil začlenit vznikající skautské družiny do Sokola, kde ale neuspěl. Založil tedy 15. června 1914 samostatný skautský spolek Junák – český skaut, jehož prvním starostou se stal pražský hygienik dr. Čeněk Klika.
V roce 1915 začal vydávat časopis Junák, který udržel vydávat i v těžké válečné době. Podařilo se mu udržet činnost spolku navzdory tlaku, aby byli skauti využiti pro válečné účely; místo toho inicioval četnou charitativní pomoc, například ve prospěch Červeného kříže, a vydal příručku Polní hry, již sice šlo využít pro předvojenskou výchovu, ale neobsahovala aktivity čistě vojenské. Za ústupky rakousko-uherské moci byl v Junáku kritizován.
V roce 1918 bylo v Praze asi 300 skautů[zdroj?] a ti se zapojili plně do služby Národního výboru. Byla vytvořena skautská pošta, která se spolehlivě starala o doručování zásilek v revoluční době. Starší skauti působili jako ostraha důležitých objektů, skautky zase jako úřednice, telefonistky a tlumočnice.

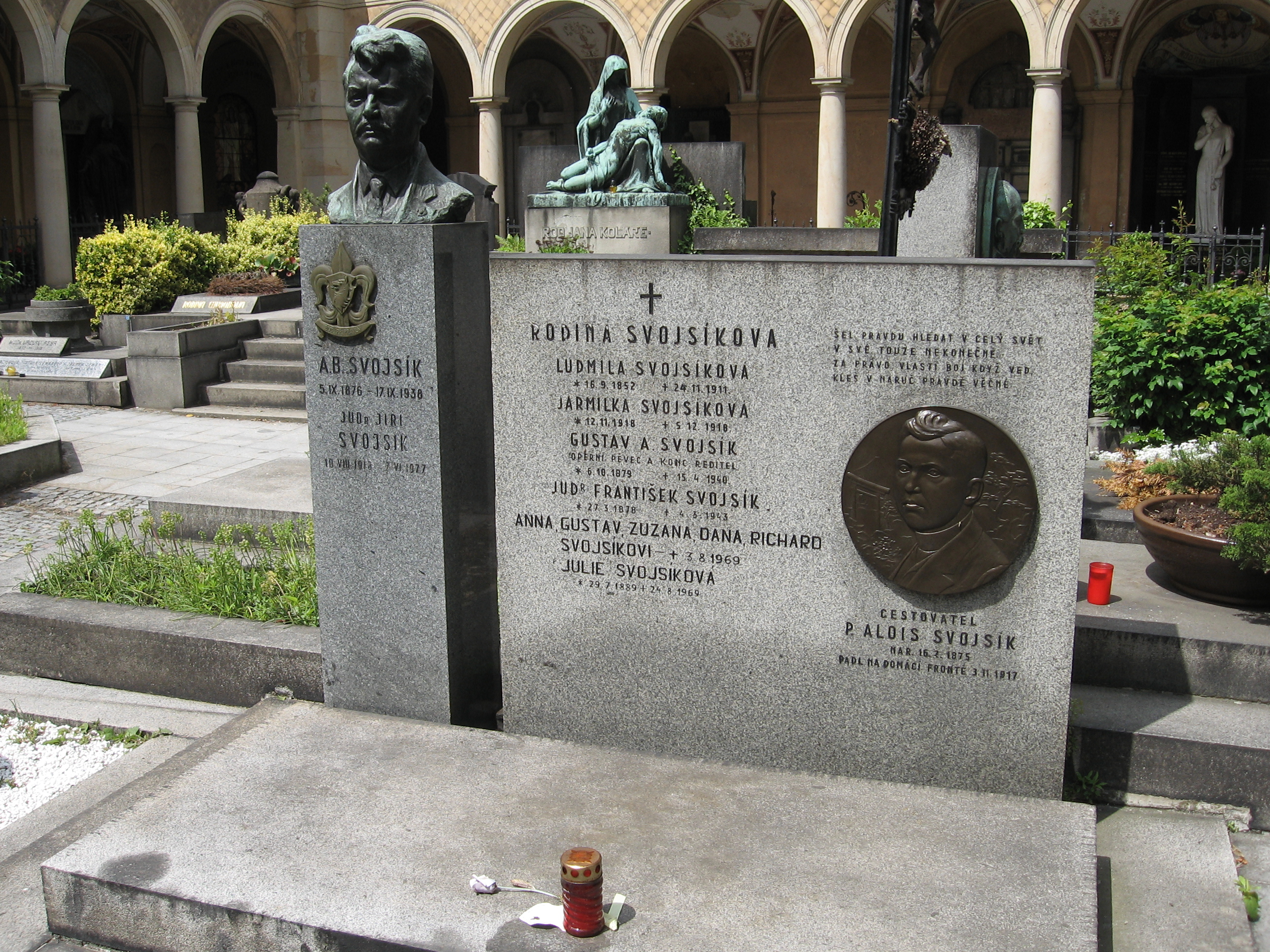
Hrob A. B. Svojsíka na Vyšehradě

Po válce dne 7. června 1919 založil Svojsík Svaz junáků – skautů RČS a stal se jeho náčelníkem, jímž zůstal až do své smrti.
V době první republiky pracoval v ústředí skautské organizace a skauting stále získával jak nové členy, tak i na dobré pověsti. Vznikaly další skautské organizace s mírně odlišnými názory, které se Svojsík snažil sjednotit se Svazem; ke spojení však došlo až po Svojsíkově smrti pod vlivem hrozby fašismu na počátku roku 1939, kdy vznikl Junák – ústředí skautské výchovy.
O prázdninách 1938 odjel do Ruska, aby se seznámil s výchovou ruské mládeže. Také chtěl z vlastního pohledu poznat nové směry v ruské tělovýchově. Únavu, již přinášelo nepohodlí cesty, nezvyklou stravu a úmorná vedra snášel dost těžce a s velkým sebezapřením se vrátil domů 2. srpna 1938. Po návratu prohlásil, že „skauting vylučuje totalitu, totalita vylučuje skauting“. Za týden ulehl s horečkami způsobenými streptokokovou nákazou, které stoupaly i přes všechnu lékařskou péči a 17. září v 9 hodin dopoledne zemřel. Tři tisíce junáků doprovodily svého náčelníka na památný Vyšehradský hřbitov.

## Hlavní díla
- Český skaut (1912)
- Základy junáctví (1912)
- Základové skautingu
- Den v táboře junáků (1913)
- Polní hry (1916)
- Výchova občana republiky skautováním (1920)
- Organisace (1921)
- Umění pozorovati
- Táboření
- V přírodě

## Vedlejší díla
- Táborový deník šestnáctiletého skauta Jiřího Wolkera – byl vydán na jeho popud po zapůjčení od matky Jiřího Wolkera.